# قائمة الرموز شائعة الاستخدام في اللغة الصينية الحديثة
قائمة الرموز أو المقاطع شائعة الاستخدام في اللغة الصينية الحديثة ((البينيين: Xiàndài Hànyǔ Tōngyòngzì Biǎo)) هي قائمة تضم 7000 رمزا شائع الاستخدام باللغة الصينية. أنشئت القائمة عام 1988 في جمهورية الصين الشعبية.
قائمة الرموز أو المقاطع المستخدمة بكثرة في اللغة الصينية الحديثة ((البينيين: Xiàndài Hànyǔ Chángyòngzì Biǎo)) هي قائمة فرعية من 3500 رمزا صينيا مستخدما بشكل متكرر في اللغة الصينية.
في سنة 2013، حل جدول الرموز الصينية القياسية العامة محل قائمة الرموز شائعة الاستخدام في اللغة الصينية الحديثة في جمهورية الصين الشعبية.